# Juan Franco Arrellaga
Juan José Franco Arrellaga (n. Asunción, Paraguay; 10 de febrero de 1992) es un futbolista paraguayo. Juega de centrocampista y su equipo actual es Instituto en la Primera División de Argentina.

## Trayectoria
Comenzó en las divisiones inferiores del Club Cerro Porteño, donde a la edad de 18 años sufrió una fractura de tibia y peroné que le hizo dejar las canchas por un año, esta lesión casi le hace tomar la decisión de dejar el deporte, pero con el apoyo de su familia y su club, Juan vuelve a retornar a las canchas.
En el año 2012 disputaría la Copa Libertadores Sub-20 con Cerro Porteño, llegando hasta los cuartos de final, donde fue eliminado por Corinthians en penales (1-4).
Este mismo año sería también el debut de Juan en la primera división con Cerro Porteño, fue en un partido contra el Club Tacuary en el que terminaría 5-1 a favor de su equipo, en este mismo partido convertiría su primer gol.
A mediados del 2013, llegando a tener más regularidad con su equipo sufrió una lesión en el quinto metatarsiano del pie derecho, que lo dejó fuera el resto de la temporada.
Para el 2014, ya recuperado de su lesión viajó a Tobatí con su equipo para realizar la pretemporada, para las competencias del 2014.

## Clubes
| Club               | País      | Año           |
| ------------------ | --------- | ------------- |
| Cerro Porteño      | Paraguay  | 2011-2015     |
| Rubio Ñu           | Paraguay  | 2016-2018     |
| Nacional           | Paraguay  | 2018-2022     |
| Guaraní (préstamo) | Paraguay  | 2021          |
| Instituto          | Argentina | 2023-presente |

## Palmarés

### Títulos nacionales
| Título          | Club          | País     | Año  |
| --------------- | ------------- | -------- | ---- |
| Torneo Clausura | Cerro Porteño | Paraguay | 2013 |
| Torneo Apertura | Cerro Porteño | Paraguay | 2015 |